# Al-Maṣrī
al-Maṣrī (in arabo المصري‎?), traslitterato anche al-Miṣrī, Almasri, el-Masry, Elmasry, è un cognome arabo.

## Persone
- Abu Ayyub al-Masri, terrorista egiziano
- Dhu l-Nun al-Misri, mistico egiziano
- Ibrahim El-Masry, calciatore egiziano
- Layla Almasri, mezzofondista palestinese con cittadinanza statunitense
- Yasmine Al Massri, attrice libanese
- Mai Masri, regista palestinese
- Maram al-Masri, poetessa e scrittrice siriana
- Muḥammad al-Maṣrī, noto come Mohammed Deif, terrorista palestinese
- Muneir Al-Masri, lottatore giordano
- Nader Al-Massri, mezzofondista palestinese
- Usāma al-Maṣrī Nağīm, noto come Almasri, criminale e militare libico